# جي بي واست-فرنسا 2013
2013 GP Ouest-France (بالإنجليزية: 2013 GP Ouest-France)‏ هو سباق دراجات هوائية أقيم بتاريخ 1 سبتمبر 2013، تكون السباق من 1 مراحل وامتدّ لمسافة 243 كم، استغرق السباق 5 ساعة 59 دقيقة 54 ثانية. فاز به الإيطالي فيليبو بوزاتو.

## الترتيب
| م                     | الدرّاج        | البلد   | الزمن                    |
| --------------------- | ------------- | ------- | ------------------------ |
| الفائز بالترتيب العام | فيليبو بوزاتو | إيطاليا | 5 ساعة 59 دقيقة 54 ثانية |